# As-Sala (Egipt)
As-Sala – miejscowość w Egipcie, w muhafazie Sauhadż. W 2006 roku liczyła 13 663 mieszkańców.